# El piloto de combate rojo
El piloto de combate rojo (en alemán : Der Rote Kampfflieger) es un trabajo autobiográfico publicado por primera vez en 1917 por el piloto de combate alemán Manfred von Richthofen, que ahora es considerado el piloto más exitoso de la Primera Guerra Mundial. En él, describe su vida y su carrera militar que lo convirtió en el piloto de combate con más bajas logradas durante la guerra (80). En un lenguaje sencillo, la obra cultiva el estereotipo de un héroe de guerra caballeroso y honorable que es fundamentalmente superior a su oponente y que considera el combate aéreo como una actividad casi agonística.

## Creación y publicación

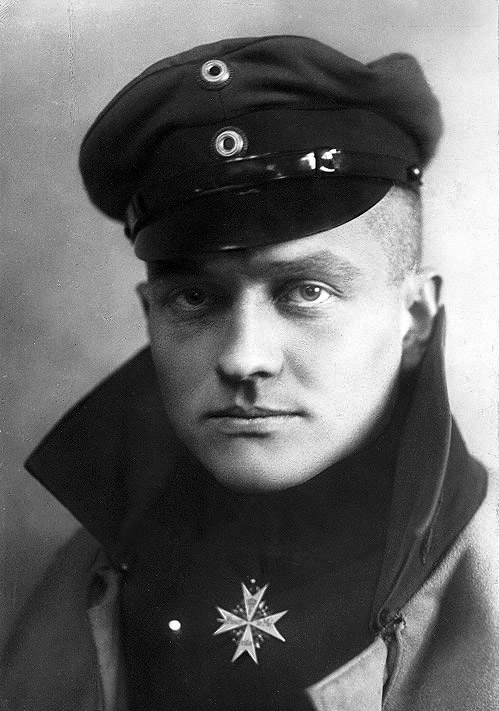
Manfred von Richthofen, as de ases de la aviación de la Primera Guerra Mundial y líder del Jasta 11, en la foto porta la medalla Pour le Mérite. Se le acreditan 80 derribos, autor del libro "Der Rote Kampfflieger"

La obra fue creada en el penúltimo año de la guerra, 1917, cuando Manfred von Richthofen, con ya 25 años, ya estaba siendo utilizado intensivamente por el Comando Supremo del Ejército (OHL) con fines propagandísticos debido a sus éxitos militares. En ese momento, varios editores ya lo habían instado a escribir su carrera para avanzar en su estilización como héroe de guerra. Había rechazado tales propuestas por falta de interés y talento de su parte. Cuando finalmente la OHL le dio instrucciones para que escribiera un libro autobiográfico, tuvo que someterse a él: el 22 de mayo, comenzó de vacaciones en la villa de sus padres en Schweidnitz.con la redacción; poco después, en vista de la prensa masiva sobre su persona, se retiró a las posesiones del príncipe Hans Heinrich XV. von Pless en Alta Silesia, donde continuó el trabajo hasta su regreso al frente el 14 de junio. Además, se le dijo al progreso que funcionara solo cuando von Richthofen tuvo una licencia forzosa después de una lesión grave en la cabeza el 6 de septiembre de 1917 y se quedó (con una breve interrupción) hasta el 23 de octubre con su familia. Una mecanógrafa taquigráfica de la editorial Ullstein en Berlín fue enviada a Schweidnitz para el papeleo final, y le fueron dictadas las correcciones finales del manuscrito.
Sin embargo, el texto resultante fue revisado por el periodista Erich von Salzmann, un empleado de la editorial Ullstein, a su propia discreción, lo que estaba estipulado en el contrato del autor. Esta intervención también explica el estilo simple y aparentemente auténtico, pero fluido y literariamente bien pensado de la obra. El manuscrito completado por Salzmann fue revisado y censurado por el departamento de prensa y noticias imperial. Sin embargo, dado que no se ha conservado la fuente original, no se pueden reconstruir los cambios realizados por la editorial ni la censura. La publicación fue extremadamente rápida y en octubre “Der Rote Kampfflieger” todavía estaba en el mercado en formato de bolsillo como número 30 en la serie “Ullstein War Books”. Fue un enorme éxito económico y en 1918 tenía una tirada de 400.000 copias vendidas. Un año después de la publicación, Manfred von Richthofen fue abatido en el suelo por un soldado de infantería australiano durante batalla.

## Contenido y Estructura
Se suponía que el piloto de combate rojo era, como es habitual en la serie "Libros de guerra de Ullstein", un "informe de testigo ocular" de los actos de guerra que era lo más auténtico posible y estilísticamente sencillo. En el proceso, sin embargo, la realidad de la Primera Guerra Mundial -la guerra de masas industrializada- se desvaneció y la imagen anacrónica y transfigurada de un héroe de combate virtuoso y en acción individual se enfrentó a ella. En lugar de simples soldados, los capitanes navales y, sobre todo, los pilotos de combate como Richthofen, fueron particularmente adecuados para esta estilización. Monika Szczepaniak habla en este contexto desde una perspectiva científica de género. Perspectiva de la “construcción (post) heroica de la masculinidad”, es decir, de la creación de una imagen heroica en un momento en que la guerra ya no se caracterizaba por el heroísmo clásico.
El guion puede caracterizarse como una "colección autobiográfica de episodios con un patrón dramático básico simple". Las secciones describen principalmente una pelea caballeresca del piloto von Richthofen, de la cual emerge como una figura de héroe y (más o menos) victorioso. Las metáforas que se utilizan restan importancia a la matanza del enemigo. La guerra aparece así como un deporte en el que se pueden batir récords, o como una forma de caza en la que el otro es un individuo, pero como “caza” no tiene rasgos de personalidad. Los ingleses todavía son vistos más como oponentes iguales con los que es posible un duelo heroico y que incluso pueden salvarse después de ser derribados; Los rusos, en cambio, son considerados miembros de un pueblo subdesarrollado que está siendo exterminado en masa. Richthofen básicamente muestra que matar es divertido para él y que a vista de pájaro y las capacidades técnicas de combate de un piloto le dan una satisfactoria sensación de superioridad. Al comienzo del libro, el autor también enfatiza su “falibilidad”, a veces incluso su ingenuidad juvenil y falta de experiencia en la guerra, con el fin de reducir la distancia con el lector.
El libro sigue una estructura básicamente cronológica, muchos de los capítulos cortos van precedidos de una fecha. El título del libro hace referencia al avión de combate rojo que voló Richthofen (y pronto el resto de su escuadrón para confundir a los enemigos y proteger al famoso aviador). En capítulos muy breves, se presentan las experiencias militares de los antepasados y episodios de la infancia y juventud de Richthofen. La parte principal del libro se ocupa de su carrera en el regimiento de Uhlan, en la infantería-Brigada y sobre todo a partir de 1915 como piloto de combate Las últimas secciones abordan algunos otros temas, por ejemplo, que tratan de la contratación de un piloto de guerra, la caza de uros de Richthofen durante sus vacaciones en casa (en realidad, un sabio, como Richthofen también explica en el texto) y el desarrollo técnico de aviones de combate.

## Otras ediciones
Se hicieron numerosos cortes y adiciones a las diversas ediciones nuevas de la obra después de 1917. En 1920, publicado por Erich von Salzmann, se publicó una nueva edición con el título "Ein Heldenleben", en la que se omitían las ilustraciones y algunas partes del texto. En cambio, la publicación incluye varios documentos sobre la vida de Richthofen, que provienen de él mismo, pero también de miembros de la familia (hermano, madre), testigos presenciales y otras personas y constituyen casi dos tercios del contenido del libro. Se enfatiza nuevamente su heroísmo, extraordinaria constitución física y su valía militar, pero también se comenta con ironía su vida de soltero. Sin embargo, la edición se vendió significativamente peor que la primera publicación: solo 26 000 copias fueron impresos. En 1933 se publicó otra nueva edición con adiciones del hermano de Manfred von Richthofen (Lothar von Richthofen), Karl-Bolko, y un prólogo de Hermann Göring, que nuevamente tuvo mayor éxito (350.000 copias). El coautor fue Hans Rudolf Berndorff; el texto original de 1917 formaba parte del trabajo general bajo el título “Mi vida en la guerra”, junto con documentos complementarios como los impresos en 1920. Entre otras cosas, en comparación con la primera edición, la ascendencia del piloto de combate ya no se presenta como una familia civil y no guerrera, sino como una familia tradicionalmente militar; un informe del capitán canadiense Roy Brown sobre la muerte y el entierro de Richthofen debería reforzar el mito de la invencibilidad. Como resultado de varios ajustes editoriales, Richthofen apareció como un precursor de los nacionalsocialistas y como un soldado que devotamente hizo los sacrificios necesarios del régimen de guerra; las características individuales de Richthofen fueron puestas en segundo plano a favor de un mayor énfasis en la caballerosidad y el cumplimiento del deber.
Durante el Tercer Reich, Ullstein Verlag editó varias veces durante (1933, 1936, 1937, 1938, 1939; después de 1937 con el nombre de "Deutscher Verlag") publicó muchas otras ediciones de la obra, por "Winkler in Darmstadt' (1933, 1934, 1936, 1937, 1939, 1941) y "Buchgemeinde Bonn am Rhein" (1934), en parte también en taquigrafía alemana. En 1977 se publicó una edición de la editorial Matthes & Seitz, que inicialmente contenía el texto de la primera edición de 1917 y luego un ensayo de Friedrich Wilhelm Korff, que "utiliza por primera vez aspectos de la psicología actual para apreciar una determinada situación histórica". En este estudio, el texto de Korff se puede encontrar en el lado derecho, mientras que los documentos contemporáneos de apoyo o ilustrativos o citas de versiones anteriores de "Der rote Kampfflieger" están a la izquierda. En 1990 se publicó una reimpresión de la publicación original (ligeramente modificada contrariamente a la información en el pie de imprenta) con un prólogo del secretario general de la OTAN, Manfred Wörner. Ambas condiciones tratan de apoyar la imagen de caballería y virtud de Richthofen y hacerla utilizable para las ideas morales de su tiempo, entre otras cosas, promoviendo su autoimagen como un cazador honorable, Wörner se adentra especialmente en el comportamiento "ejemplar" del piloto de combate que, contrariamente a las tendencias de su tiempo, se negó a matar gente sin sentido. Además de estas versiones, todavía se han publicado varias reimpresiones desde 1977 en varias editoriales.
Una traducción al inglés de James Ellis Barker apareció en 1918 bajo el título "The Red Battle Flyer". Esto se publicó sin el consentimiento necesario del titular de los derechos alemán, ya que el trabajo aclaraba las tácticas de los pilotos de combate alemanes y, por lo tanto, era relevante para la guerra inglesa. Otra traducción al inglés de Peter Kilduff se publicó por primera vez en 1969.

## Efecto
En sus numerosas ediciones nuevas, la fuente estableció el culto a la personalidad en torno a Richthofen como figura de héroe, que surgió después del final de la guerra. Basado en su título, el piloto de combate se hizo famoso con el sobrenombre de "El Barón Rojo" (probablemente se remonta a una publicación inglesa que tradujo el título de nobleza alemán Freiherr con barón ). La recepción tuvo lugar tanto en las formas democráticas de gobierno (República de Weimar y República Federal Alemana) como durante el Tercer Reich, en el que las diversas representaciones a veces divergían lejos de la personalidad histórica.
En honor a Manfred von Richthofen la Luftwaffe (parte de la Bundeswehr) le dio su nombre a la Ala de combate N°71 "Richthofen". Varios nombres de calles fueron nombrados en su honor, y también jugó repetidamente un papel en juegos de computadora, obras literarias o musicales y la industria de juguete. Cabe mencionar en particular la producción estadounidense Manfred von Richthofen -Der Rote Baron- (1971) y el largometraje alemán "Der Rote Baron (2008)", en el que se retoman los estereotipos, que en 1917 por primera vez se amplió en el "Rote Kampfflieger" el cual llegó al público.